# Hra na schovávanou (Hvězdná brána: Atlantida)
Hra na schovávanou (v anglickém originále Hide and Seek) je 3. epizoda I. série sci-fi seriálu Hvězdná brána: Atlantida.

## Umístění
Celá epizoda se odehrává na Atlantis, podobně jako 3. epizoda seriálu Hvězdná brána se odehrává na základně SGC. Město je zatím téměř zcela neprozkoumané. V této době je kromě expedice obýváno také Athosiany.Město je napadeno cizí bytostí vysávající energii z generátorů. Je zneškodněna pomocí antického osobního štítu.

## Hlavní postavy
- major John Sheppard (Joe Flanigan)
- doktor Rodney McKay (David Hewlett)
- doktorka Elizabeth Weirová (Torri Higginson)
- Teyla Emmagan (Rachel Luttrell)
- poručík Aiden Ford (Rainbow Sun Francks)
- doktor Carson Beckett (Paul McGillion)
- Peter Grodin (Craig Veroni) – technik na Atlantis
- Halling (Christopher Heyerdahl) – Jintův otec

## Hlavní dějová linie
Athosianský chlapec Jinto omylem použije antický transportér, zabloudí tak do laboratoře v neprozkoumané části města a nedopatřením vypustí neznámou entitu, existující na bázi energie, kterou tam antikové z důvodu blíže neurčeného pokusu věznili.
Jintova nepřítomnost je rychle zjištěna, ale nedaří se ho nalézt. Objeví se ovšem ona osvobozená entita. Po několika pozorováních se expedici podaří určit, o koho, nebo o co se jedná. Zároveň zjišťují, že její pohyb po městě způsobuje vážné technické problémy (živí se z naquadahových generátorů, dodávajících městu energii) a obyvatele setkání s ní ohrožuje na životě.
Když je Jinto konečně nalezen, vysvětlí, k čemu došlo, a major Sheppard najde zařízení, schopné entitu přilákat a uvěznit. Pokusí se ho využít, ale entita projeví schopnost učit se a nenechá se znovu lapit.
Teyla Emmagan vymyslí nový plán – poslat entitu pomocí brány na jinou planetu. K přilákání entity je použit naquadahový generátor, upevněný na sondu, která projede bránou na vybranou planetu. Entita podle plánu přijde do prostoru brány, obklopí sondu a začne čerpat energii, ale předčasně vybije akumulátor sondy a ta nemůže pokračovat. Doktor Rodney McKay tak projeví obětavost, když s nasazením života vstoupí do prostoru zahlceného entitou a sám generátor prohodí bránou.

## Vedlejší dějová linie
Doktor Carson Beckett testuje uměle vytvořený ATA gen na Rodneyim McKayovi. Ten nalezl antický osobní štít, který ho chrání před jakýmkoli fyzickým zraněním, ale zároveň mu brání jíst a pít a Rodney ho nedokáže vypnout.
Doktorka Weirová přijde s teorií, že Rodney štít podvědomě nechce vypnout ze strachu z neznámého města, ve kterém se nacházejí, což dává smysl, vzhledem k tomu, že některé antické technologie se ovládají myslí. Je přesvědčena, že štít se vypne ve chvíli, kdy Rodneyimu bude skutečně hrozit smrt žízní.
Prokáže se to, když navrhne, že by se Rodney pod ochranou štítu mohl ujmout nalákání entity do pasti – v tu chvíli se štít deaktivuje, protože Rodney má větší strach z ohrožení entitou, než města, a bez štítu se dostává ze seznamu předních kandidátů. Ovšem, když první plán selže, Rodney sebere odvahu a použije štít k dopravení generátoru skrz bránu (ochrání ho před zraněním entitou). Tím se energie štítu zcela vyčerpá a je dále nefunkční.

## Návaznost na další epizody
- Doktor Carson Beckett prvně aplikuje svůj laboratorně vytvořený ATA gen. Testovacím subjektem je doktor Rodney McKay. Aplikace ATA genu se nadále objevuje v epizodách Horká zóna, V obležení 3.část, Věž, Neodolatelný. Umělý gen je využíván v celém seriálu.
- doktor Rodney McKay nalézá a s pomocí ATA genu aktivuje antický osobní štít. Tato technologie se znovu objevuje v epizodě Neodolatelný.
- Je objeven antický transportér, sloužící k rychlejšímu přesunu mezi některými místy na Atlantis.